# أبو إسحاق الزيادي
أبو إسحاق إبراهيم بن سفيان بن أبي بكر بن عبد الرحمن بن زياد بن أبيه (؟ - 249هـ/863م) هو لغويٌ ونحويٌ وشاعر من البصرة، عاش في القرن الثالث الهجري.

## سيرته
ولِدَ إبراهيم بن سفيان بن أبي بكر بن عبد الرحمن بن زياد بن أبيه في البصرة على الأرجح، ويعود نسبه إلى زياد بن أبيه، القائد العسكري الأموي في عهد معاوية بن أبي سفيان، فيُقال له الزيادي. اهتمَّ أبو إسحاق الزيادي بالنَّحو واللغة، وسمع من عبد الملك الأصمعي وأبو عبيدة معمر بن المثنى، وروى عن الأصمعي، وأخذ النَّحو عن سيبويه، وقرأ عليه بعض أجزاء الكتاب. اشتهر أبو إسحاق الزيادي وذاع صيته، حتى قال الجاحظ: «وفينا اليوم ثلاثة رجال لغويون ليس في الأرض مثلهم، ولا يدرك مثلهم، أبو عثمان المازني؛ والثاني العباس بن الفرج الرياشي؛ والثالث أبو إسحاق إبراهيم بن عبد الرحمن الزيادي، وهؤلاء لا يصاب مثلهم في شيء من الأمصار»، وتجمَّع حوله عدد من الطلاب، ومن أشهر تلامذته أبو العباس المبرد وابن قتيبة الدينوري. اشتهر الزيادي بشكل رئيسي بآرائه النحويَّة التي تناقلتها كُتب النُّحاة بعده، وله تعليقات على كتاب سيبويه، ذكر بعضها أبو سعيد السيرافي في شرحه للكتاب. ومن الآراء التي اشتهر بها رفضه إعراب الأسماء الخمسة بحركات مقدَّرة على الحروف؛ ومخالفته لمذهب سيبويه وذهابه إلى أنَّ علامات الإعراب في الأسماء الخمسة هي الحروف. وكان ينقل الآراء النحوية لمعاصريه ومن سبقه من النُّحاة، ومن ذلك أنَّه نقل عن الأصمعي أنَّه لا يجيز أن يوصف المنادى بصفة البتة مرفوعة ومنصوبة. تُنسَب إليه ثلاثة كُتب، وله أشعار قليلة. تُوفِّي أبو إسحاق الزيادي في سنة 249 من التقويم الهجري.

## مؤلفاته
تُنسب إليه المؤلفات التالية:
- «الأمثال».
- «النقط والشكل».
- «تنميق الأخبار».
- «كتاب أسماء السحي والرياح والأمطار».
- «إخراج نكت كتاب سيبويه».